# Best Night of My Life
Best Night of My Life è il quarto album in studio del cantante statunitense Jamie Foxx, pubblicato il 21 dicembre 2010 da Grand Hustle Records.

## Descrizione
Il disco è stato pubblicato negli Stati Uniti dalla J Records e nel Regno Unito dalla RCA Records. Include diverse collaborazioni come quelle con Rick Ross, Justin Timberlake, Ludacris e Drake. 
Dall'album sono stati estratti quattro singoli: Winner (aprile 2010), Living Better Now (novembre 2010), Fall for Your Type (novembre 2010) e la title track (aprile 2011). L'album ha raggiunto la sesta posizione della classifica Billboard 200.

## Tracce
1. Winner (feat. Justin Timberlake & T.I.) – 4:02
2. Best Night Of My Life (feat. Wiz Khalifa) – 3:05
3. Living Better Now (feat. Rick Ross) – 4:06
4. This Will Be (Intro) – 1:41
5. Freak (feat. Rico Love) – 4:34
6. Hit It Like This – 2:48
7. Yep Dat's Me (feat. Ludacris & Soulja Boy) – 3:07
8. Fall for Your Type (feat. Drake) – 4:30
9. Gorgeous – 5:03
10. Let Me Get You on Your Toes (Interlude) – 1:31
11. 15 Minutes – 4:06
12. Sleeping Pill – 4:05
13. Rejoice – 4:48
14. All Said and Done – 4:31

Bonus Track iTunes
1. Sex on the Beach (feat. Shelly Renee) – 3:16

Tracce aggiuntive edizione deluxe
1. Split Personality – 4:50
2. Quit Your Job – 3:17
3. Speak French (feat. Gucci Mane) – 4:53
4. Sex on the Beach (feat. Shelly Renee) – 3:16

## Classifiche
| Classifica (2010) | Posizione massima |
| ----------------- | ----------------- |
| Stati Uniti       | 6                 |